# Pyrrhorachis cornuta
Pyrrhorachis cornuta là một loài bướm đêm trong họ Geometridae.